# Önnestads socken
Önnestads socken i Skåne ingick i Västra Göinge härad, uppgick 1967 i Kristianstads stad och området ingår sedan 1971 i Kristianstads kommun och motsvarar från 2016 Önnestads distrikt.
Socknens areal är 37,39 kvadratkilometer varav 37,32 land. År 2000 fanns här 1 905 invånare. Tätorten Önnestad med sockenkyrkan Önnestads kyrka ligger i socknen.

## Administrativ historik
Socknen har medeltida ursprung. 
Vid kommunreformen 1862 övergick socknens ansvar för de kyrkliga frågorna till Önnestads församling och för de borgerliga frågorna bildades Önnestads landskommun.  Landskommunen uppgick 1952 i Araslövs landskommun och övergick samtidigt till Östra Göinge härad. Araslövs landskommun uppgick 1967 i Kristianstads stad som ombildades 1971 till Kristianstads kommun. Församlingen uppgick 2003 i Araslövs församling.
1 januari 2016 inrättades distriktet Önnestad, med samma omfattning som församlingen hade 1999/2000. 
Socknen har tillhört län, fögderier, tingslag och domsagor enligt vad som beskrivs i artikeln Västra Göinge härad. De indelta soldaterna tillhörde Norra skånska infanteriregementet, Västra Göinge och Gärds kompanier och Skånska husarregementet, Sandby skvadron, Sandby kompani.

## Geografi
Önnestads socken ligger nordväst om Kristianstad med Nävlingeåsen i sydväst. Socknen är en odlad slättbygd med skog i sydväst.

## Fornlämningar
Från stenåldern finns boplatser. Från bronsåldern finns gravhögar och gravrösen. Från järnåldern finns  ett gravfält med resta stenar.

## Namnet
Namnet skrevs 1337 Önastathä och kommer från kyrkbyn. Namnet innehåller ötna(r)stath, 'ödemark'..